# Bombardement du camp de réfugiés d'Al-Shati
Le 9 octobre 2023, pendant la guerre à Gaza, les Forces de défense israéliennes ont mené une frappe aérienne sur le camp de réfugiés d'al-Shati dans la bande de Gaza, détruisant quatre mosquées. Selon les médias palestiniens, l'attaque a tué des personnes à l'intérieur. Ce camp est le troisième plus grand camp de réfugiés de Gaza, avec une population de plus de 90 000 réfugiés. Une deuxième frappe a été menée le 12 octobre, tuant 13 personnes.

## Contexte
Le camp d'al-Shati a été créé en 1948 pour environ 23 000 Palestiniens qui ont fui ou ont été expulsés par les forces israéliennes pendant la guerre israélo-arabe de 1948. Il contient un système d'égouts, un centre de santé et 23 écoles (17 primaires, 6 secondaires). Avec une superficie de 0,52 km², c'était en 2023 l'un des endroits les plus densément peuplés au monde.

## Frappe aérienne
À la suite de l'invasion du sud d'Israël par le Hamas depuis la bande de Gaza, Israël a lancé des frappes aériennes dans différentes zones de la bande de Gaza. Lors des frappes aériennes de Shati, quatre mosquées ont été touchées : la mosquée al-Gharbi, la mosquée Yassin et la mosquée al-Soussi. Tous ont été détruits, selon des images satellite, et les informations locales ont rapporté qu'un nombre indéterminé de personnes avaient été tuées à l'intérieur,,. Le ministère palestinien de la Santé a qualifié la situation de « massacre ».